# Patrouille des Glaciers

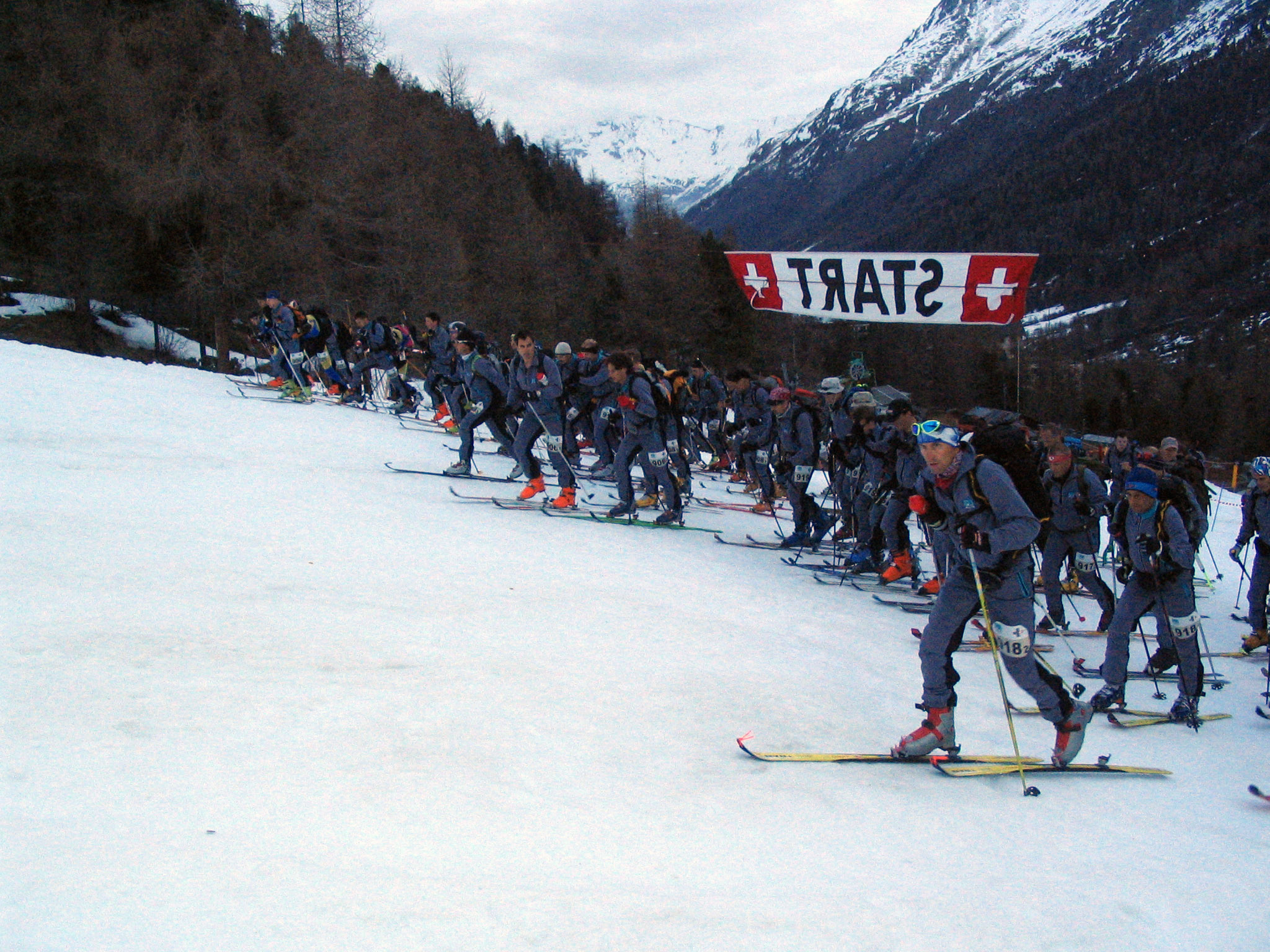
"Patrouille des Glaciers" (carrera alpina suiza). Salida de la carrera corta del año 2008

La Patrouille des Glaciers (PDG) (Patrulla de los Glaciares en español) es una carrera de esquí de travesía que se celebra en Suiza. Es la mayor de su categoría de todo el mundo. Su primera edición data de abril de 1943.
Realizada originalmente por el coronel Rodolphe Tissières y el capitán Roger Bonvin, de la antigua Brigada de Montaña suiza número 10. La finalidad era la comprobación, planificación y mejora de la capacidad de entrega y sacrificio de la tropa en el marco de la movilización ante la Segunda Guerra Mundial
La competición está organizada y dirigida por el Ejército Suizo, en la que manda el comandante de la PDG. Pueden tomar parte patrullas militares y civiles, cada una compuesta de tres atletas. Se pueden formar equipos mixtos de hombres y mujeres. En 2004, por primera vez, ganó una patrulla no suiza. En 2010 se celebró la decimocuarta edición (no tiene una periodicidad anual).

## Acontecimientos relevantes
Debido a la guerra, entre 1944 y 1948 no hubo eventos deportivos. En 1949 la travesía fue prohibida debido a un accidente mortal en el que 3 hombres del Departamento Confederal Militar, tercera Patrouille, perdieron la vida en una grieta de un glaciar del Mont-Miné-Gletscher, no siendo encontrados hasta ocho días después. En 1983, con la intermediación del jefe militar de instrucción Roger Mabillard, se levantó la prohibición y en 1984 hubo una nueva edición de la travesía.

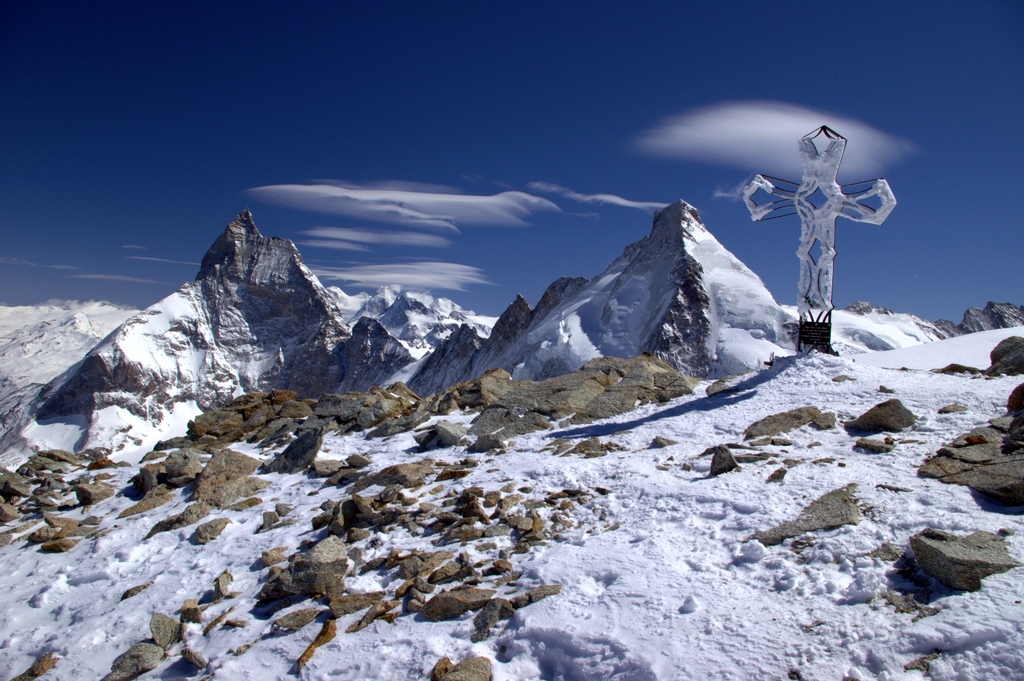
Tête Blanche, cerca de un punto de control

## Recorridos
Hay dos opciones. Un trayecto montañoso extraordinario, largo y por alturas superiores al promedio, desde Zermatt hasta Verbier. Un segundo trayecto recorriendo una distancia más corta desde Arolla a Verbier, también a realizar en una sola etapa.
El recorrido largo tiene más de 100 km (53 km en línea recta) con un desnivel medio de 4000 m para el ascenso y el recorrido en esquí. El trayecto que parte de Arolla recorre una distancia 50 km (27 km en línea recta).
|  | Salida 0 km: Zermatt (1616 m) 1. 8 km: Refugio de Schönbiel (2694 m) 2. 16 km: Tête Blanche (3650 m) 3. 20 km: Col Bertol (3268 m) 23 km: Plans de Bertol (2664 m) 4. 28 km: Arolla (1986 m) 5. 33 km: Col de Riedmatten (2919 m) 6. 35 km: Pas du Chat (2581 m) 7. 38 km: La Barma (2458 m) 8. 43 km: Rosablanche (3160 m) 9. 47 km: Col de la Chaux (2940 m) 10. 49 km: Les Ruinettes (2192 m) Llegada 53 km: Verbier (1520 m) |
|  | |

El desnivel total es de 3994 metros en subida y 4090 en descenso.

## Reglamento

### Categorías
Los participantes se dividen en dos grupos: civiles y militares. Las categorías son las siguientes (reglamento de 2006):
- patrullas civiles femeninas
- patrullas civiles masculinas o mixtas
  - senior I (suma de edades de tres patrulleros hasta 102 años)
  - senior II (suma de edades de tres patrulleros comprendido entre 103 y 132 años)
  - senior III (las patrullas restantes)

- patrullas militares femeninas
- patrullas militares internacionales (solamente para el recorrido A)
  - militares I (suma de edades de tres patrulleros hasta 102 años)
  - militares II (suma de edades de tres patrulleros comprendido entre 103 y 132 años)
  - militares III (las patrullas restantes)

- patrullas civiles internacionales femeninas (solamente para el recorrido A2)
- patrullas civiles internacionales masculinas (solamente para el recorrido A2)

### Material
Casa patrulla debe estar equipada con el siguiente material (reglamento de 2006):
- un piolet de min. 50 cm
- una brújula, un altímetro
- tres arneses de escalada
- guantes, gorros, un saco
- una soga de al menos 30 metros de largo, una pala para nieve
- esquíes con bordes metálicos
- pieles de foca
- tres linternas frontales, botiquín de urgencia, gafas
- tres dispositivos de detección de víctimas de aludes